# Rhopalocranaus crulsi
Rhopalocranaus crulsi is een hooiwagen uit de familie Manaosbiidae.